# Bezannes
 Bezannes  es una población y comuna francesa, en la región de Champaña-Ardenas, departamento de Marne, en el distrito de Reims y cantón de Reims-5.

## Demografía

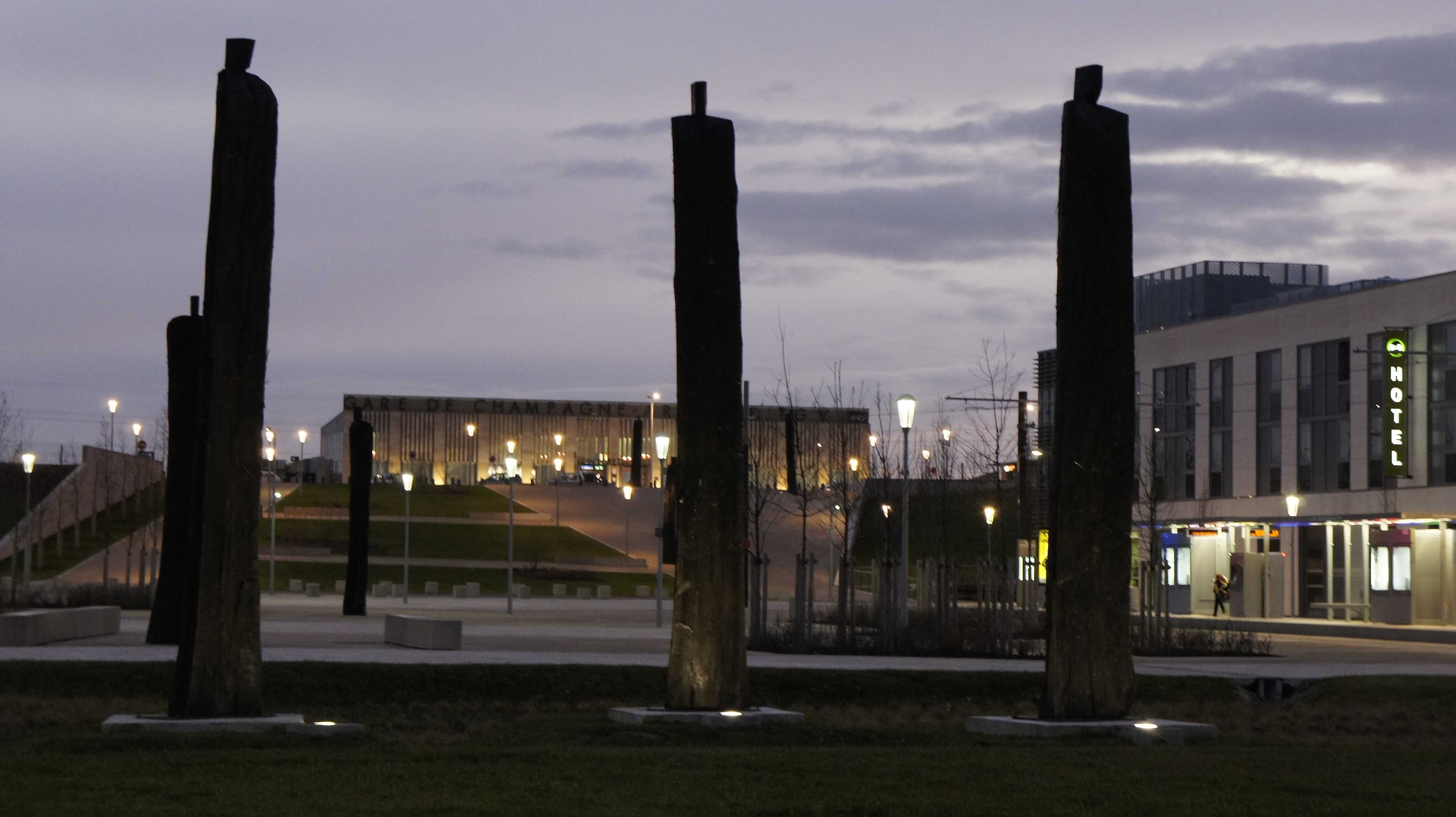
Estación TGV de Reims-Bezannes.

| 375 | 563 | 558 | 669 | 1,031 | 1,299 |
| Para los censos de 1962 a 1999 la población legal corresponde a la población sin duplicidades (Fuente: INSEE [Consultar]) |     |     |     |       |       |